# Neoeurygenius portoricensis
Neoeurygenius portoricensis là một loài bọ cánh cứng trong họ Anthicidae. Loài này được Abdullah miêu tả khoa học năm 1963.